# Torres (Burgos)
Torres es una localidad y una Entidad Local Menor situada en la provincia de Burgos, comunidad autónoma de Castilla y León (España), comarca de Las Merindades, partido judicial de Villarcayo, ayuntamiento de Medina de Pomar.

## Población
En 2018 contaba con 41 habitantes.

## Situación
Dista 3 km al este de la capital del municipio, Medina de Pomar por la carretera autonómica  BU-551 .  
Situado entre las localidades de Medina de Pomar y Villatomil.
Es el núcleo urbano más cercano a Medina por la parte del valle de Losa.

### Comunicaciones
- Carretera:

Se accede partiendo desde el cruce de El Olvido en Medina  N-629  tomando la carretera autonómica  BU-551  con dirección La Cerca o Criales, El casco urbano de Torres queda a un lado de la carretera, tiene 2 accesos.

## Historia
Lugar perteneciente a la Junta de la Cerca , una de las seis en que se subdividía la Merindad de Losa en el Corregimiento de las Merindades de Castilla la Vieja, jurisdicción de realengo con regidor pedáneo.
A la caída del Antiguo Régimen queda agregado al ayuntamiento constitucional de Junta de la Cerca , en el partido de Villarcayo perteneciente a la región de Castilla la Vieja , El pueblo de Torres fue fundado por un grupo de cazadores, para posteriormente integrarse en su actual municipio de Medina de Pomar.